# Microchrysa inversa
Microchrysa inversa är en tvåvingeart som beskrevs av Lindner 1938. Microchrysa inversa ingår i släktet Microchrysa och familjen vapenflugor. Inga underarter finns listade i Catalogue of Life.